# Storia di Mezzani
La storia di Mezzani, comune in provincia di Parma, comprende gli eventi che hanno interessato il territorio a partire dall'età del bronzo. Scarse sono le testimonianze che vanno dall'epoca delle terramare a quella romana, poiché la parte settentrionale del territorio si formerà e sarà popolata solo a partire dall'epoca medievale. Questa terra, sarà per alcuni secoli in gran parte domino del Vescovo di Parma, formando una sorta di enclave nel ducato di Parma. Questo particolare status di autonomia e la posizione di “frontiera” al confine tra i ducati di Parma, Modena, Mantova e Milano nel passato, l'abbondanza di acque, l'incessante opera volta a sottrarre loro nuove terre e a difenderle dalle intemperanze dei fiumi circostanti, che perdura ancora oggi, hanno influenzato in modo significativo il carattere degli abitanti del luogo.

## Toponomastica
Mezzani è un toponimo che deriva dalla parola latina medianus, un tempo utilizzato per indicare le isole del Po, infatti, lungo il corso del fiume vi sono diverse località che riportano tale nome. I centri abitati del comune sono sorti su quelle che un tempo erano isole fluviali poi congiuntesi alla riva parmigiana.

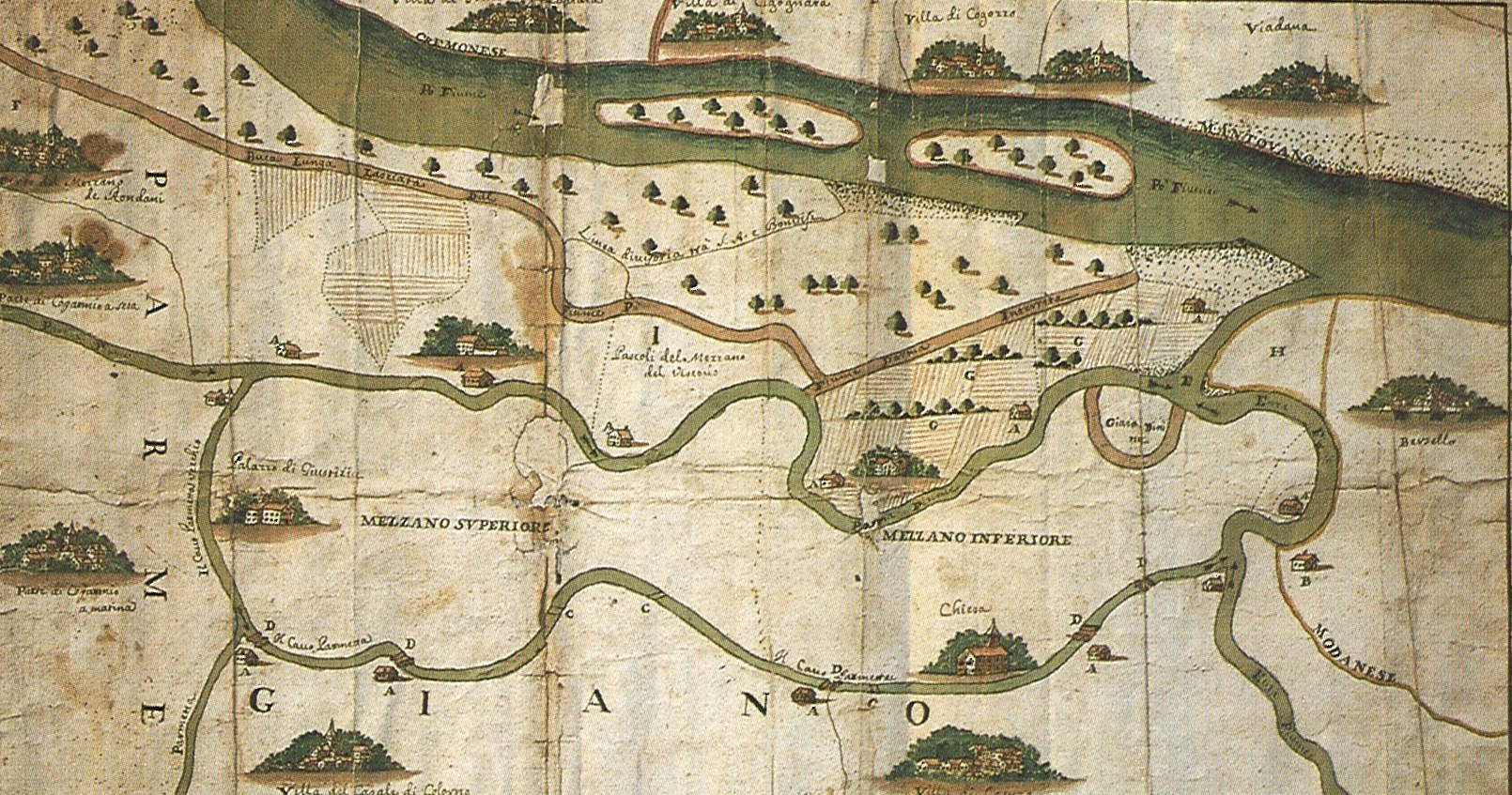
Mezzani in una carta del XVIII secolo

## Antichità
La parte settentrionale del territorio comunale prese forma dal periodo medievale in poi, si tratta di un territorio continuamente rimodellato nel corso dei secoli dall'azione del fiume, per questo motivo non sono state trovate tracce di antichi insediamenti. Tuttavia a poca distanza dai confini comunali, a Cogozzo di Viadana (MN) e nei pressi di Coenzo in località Pantera sono stati rinvenuti siti di insediamenti terramaricoli. Questo dimostra che già nell'Età del Bronzo il territorio era interessato dalla presenza umana, confermata anche in epoca successiva dal ritrovamento di una piccola necropoli dell'Età del Ferro presso Coenzo a Mane.
Successivamente, la vicinanza di Brixellum, insediamento dei Galli Cenomani prima e città romana poi fece sentire la sua influenza: la parte meridionale del comune, di formazione più antica, e meno modificata dagli spostamenti del Po presenta ancora oggi i segni della centuriazione romana.

## Medioevo
In epoca medievale sorsero gli attuali centri abitati. Il primo fu Casale, fondato su un'isola del Po, nell'890 era definito "insula iuxta Padum" per diventare alcuni secoli più tardi "Casalis ripae Padi" poiché il fiume si era spostato più a nord. La presenza del fiume a sud dell'abitato è testimoniata dalla località Valle.

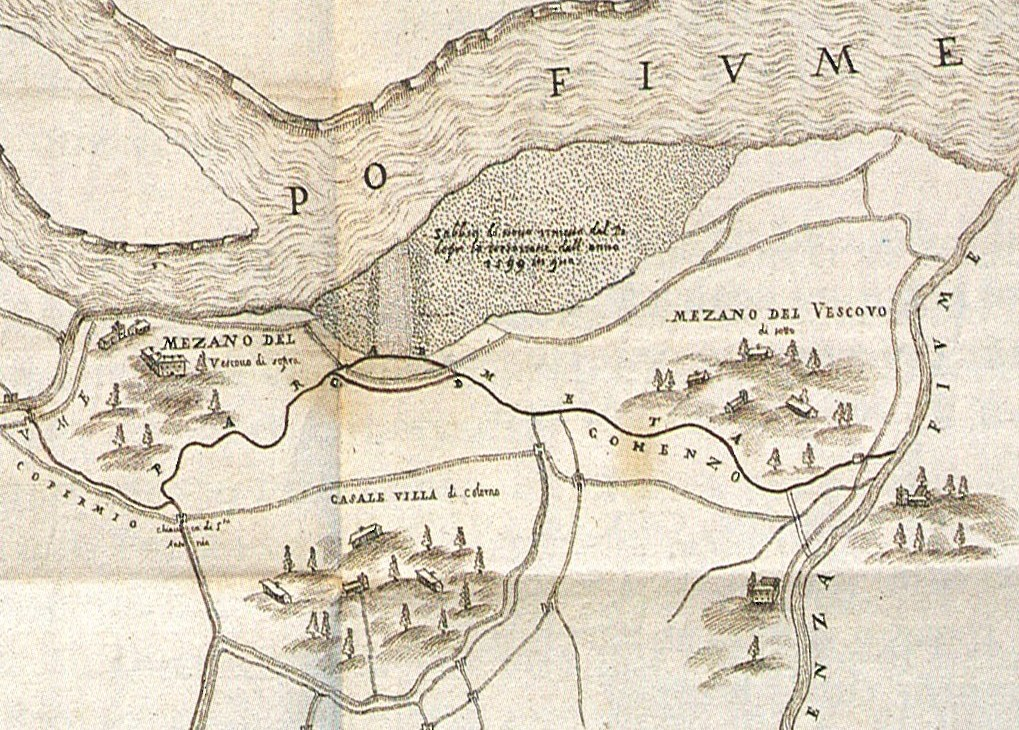
il territorio di Mezzani in una carta di Smeraldo Smeraldi del XVII secolo

L'imperatore Carlo il Grosso nell'880 concesse al Vescovo di Parma Guibodo le rive dei fiumi Po, Parma, Enza e Taro e le isole che si trovavano in essi. Tali privilegi furono poi confermati da Ottone III nel 973 e da Enrico VI nel 1195. Per tale motivo, Mezzano Superiore e Inferiore formatesi come isole del Po divennero possedimenti dell'episcopato parmense. L'epoca della loro formazione non è certa, tuttavia l'abate Giovanni Romani menziona un avvenimento accaduto presso il "Mezzano del Vescovo" già nell'anno 1131. Il Mezzano citato da Romani è il Superiore, l'Inferiore si formò posteriormente al 1306. Prima che le due isole fossero congiunte alla riva destra del Po, la sponda del fiume iniziava presso Coenzo e proseguiva lungo l'argine di S. Antonio(oggi ridotto a semplice strada di campagna) fino alla maestà di S. Cristoforo di Mezzano Superiore visibile oggi sulla provinciale. Una grossa piena che nel 1437 interessò Casalmaggiore contribuì a saldare definitivamente alla sponda parmense l'isola di Mezzano Superiore ormai separata solo da un ramo interrato del fiume denominato Po vecchio.
Mezzano Rondani inizialmente sorse sulla riva sinistra del Po a poca distanza da Casalmaggiore. Il progressivo spostamento del corso del fiume verso nord causò l'erosione e la scomparsa di diversi territori delle campagne casalasche. Le terre di Mezzano Rondani evitarono questa fine essendo trasformate alla fine del XIV secolo in isola del fiume. È possibile capire quanta sponda lombarda sia scomparsa nel corso dei secoli osservando l'attuale distanza dal fiume dei paesi parmensi che dal toponimo risultano originariamente sorti alla confluenza di un torrente nel Po: Coltaro (Caput Tari), Colorno (Caput Lurni), Copermio (Caput Parmae) e Coenzo (Caput Entiae). Un'altra prova di questo spostamento sono la presenza di una zona nelle vicinanze di Sacca e Mezzano Rondani denominata Po vecchio e l'esistenza a sud dei tre Mezzano dell'Argine di Sant'Antonio un tempo argine maestro del fiume.
Trovandosi trasformato in isola il paese venne denominato Mezzano nome abitualmente attribuito in epoca tardomedievale alle isole del Po, il toponimo Rondani deriva invece dal cognome della nobile famiglia proprietaria di numerosi beni nel territorio. Seguitando l'erosione della sponda lombarda, nuovi materiali alluvionali furono depositati in corrispondenza della riva parmense fino a saldarla con l'isola prospiciente. I terreni di Mezzano Rondani, ora meno esposti alle piene del fiume ripresero a essere coltivati intensivamente e a sorgere nuove abitazioni tanto da divenire all’epoca il più popoloso tra i tre Mezzani.
Mezzano Rondani e Mezzano Superiore oltre che come centri agricoli si svilupparono anche come avamposti strategici per il controllo della confluenza della Parma in Po e per il commercio fluviale col cremonese. La crescita di importanza dei due Mezzani per gli scambi con la Lombardia sono legati al blocco del porto di Copermio operato da Matilde di Canossa durante le lotte per le investiture e ai conflitti che interessarono l'area di Colorno tra il XI e il XIII secolo.

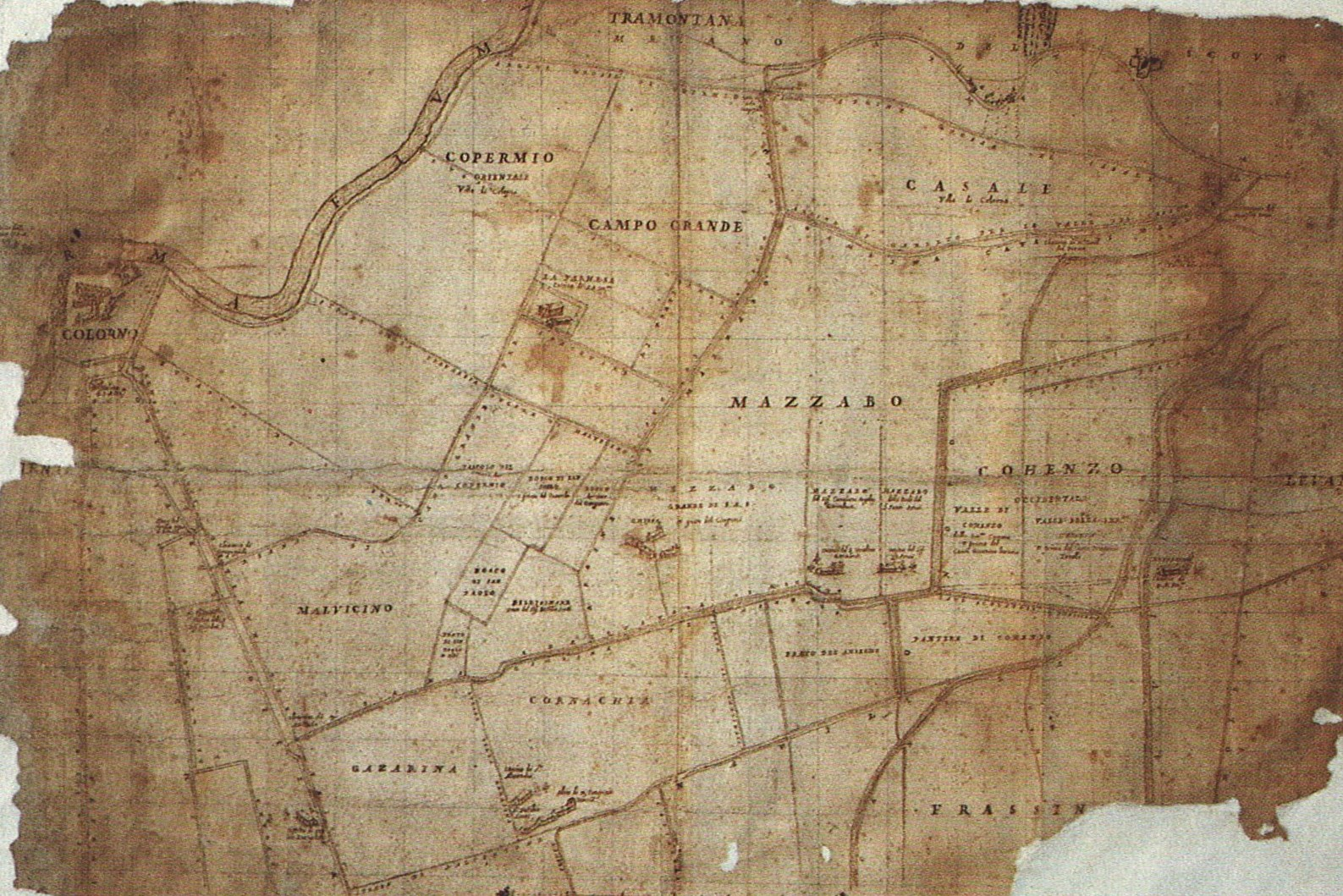
Il territorio di Mazzabue in una carta di Smeraldo Smeraldi

Mazzabue viene citato per la prima volta in epoca medievale da diplomi imperiali che investirono il Vescovo di Parma della proprietà del territorio. Il 6 agosto del 1291 il Cardinale Gerardo Bianchi, nativo del vicino paese di Gainago, acquistò il territorio di Mazzabue assieme ai boschi di Pantera e Mantello dal vescovo di Parma, Obizzo Sanvitale. L'influente porporato, in quegli anni effettuò numerosi acquisti di terre nella zona per donare un beneficio economico alla prebenda del Battistero di Parma. Con la somma ottenuta il Sanvitale acquistò un terreno di dimensioni molto inferiori a quello venduto, da ciò si evince che all'epoca Mazzabue fosse un territorio paludoso poco idoneo alla coltivazione. Il Bianchi tuttavia aveva pianificato con cura i suoi acquisti poiché già nel 1290 tramite un'altra acquisizione aveva preventivamente dotato questo possedimento di un accesso diretto al fiume Po, che era allora un'importante via di comunicazione. Successivamente iniziò a concedere con contratto di mezzadria questi terreni a diversi lavoratori agricoli affinché ne migliorassero le condizioni, il Chronicon parmense riferisce che il cardinale edificò anche diverse abitazioni e una chiesa. Documenti dell'epoca attestano che già a partire dal 1293 Mazzabue forniva guadagni regolari. Gli acquisti di terreni in zona proseguirono negli anni successivi. Questi investimenti in terre insignificanti e poco redditizie da parte di un prelato tanto influente fanno supporre volesse compiere un'opera che lasciasse il segno nel suo territorio nativo. Successivamente i terreni di Mazzabue passarono all'abbazia di San Martino dè Bocci fatta edificare sempre da Gerardo Bianchi.

## La signoria vescovile
Mentre Mezzano Rondani e Casale fecero parte della giurisdizione ducale, Mezzano Inferiore e Superiore, furono da sempre territori del Vescovo di Parma, per questo motivo anticamente il nome dei due paesi portava il suffisso del Vescovo. Si trattava di vero e proprio stato autonomo, un podestà nominato dall'episcopato parmense amministrava il territorio e la giustizia. A Mezzano Superiore Ferdinando Farnese fece costruire un palazzo in cui dimorava il Vescovo durante le sue visite e in cui il podestà esercitava le sue funzioni. Nello stesso edificio si trovava anche una piccola guarnigione.

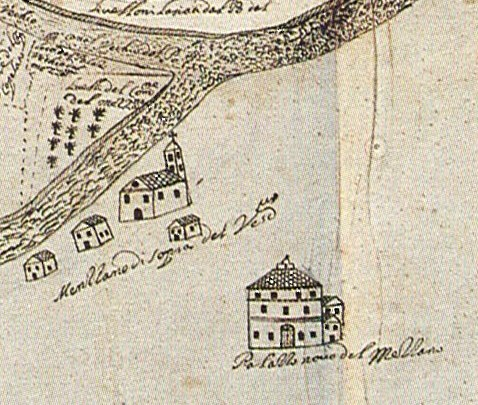
Mezzano Superiore e il palazzo del Vescovo, particolare di un disegno del XVII secolo

Per favorire il popolamento di questi nuovi territori, il Vescovo diede in enfiteusi i terreni dei Mezzani. Uno dei primi contratti di locazione di queste terre di cui si abbia notizia risale al 25 novembre del 1297, ad opera dell'allora vescovo Giovanni da Castell'Arquato.
I paesi furono edificati sui terreni più elevati a fianco della strada principale e poco alla volta vennero dissodate le terre circostanti. Alla popolazione del luogo furono concessi anche diversi privilegi fiscali, a differenza degli stati vicini non vennero mai applicate imposte sui fuochi, sulla pesca, sui forni, sui macelli e nemmeno sul commercio di sale, tabacco e acquavite. La mancata applicazione di queste tasse permetteva ai Mezzani di costituire una specie di zona franca. A causa della vendita di merci esentate da dazio, gli abitanti del posto furono spesso accusati dal Ducato di Parma di esercitare il contrabbando. L'economia però fu sempre essenzialmente legata all'agricoltura, la bassa pressione fiscale consentì ai mezzanesi di apportare migliorie ai propri appezzamenti e di acquistarne nello stato di Parma.
I privilegi goduti da questi territori furono nuovamente confermati il 25 settembre 1399 da una sentenza che dichiarò i Mezzani del Vescovo interamente e integralmente sotto la giurisdizione del vescovo di Parma. Nello stesso anno, il delegato del Duca di Milano, sentenziò che gli uomini del Mezzano non erano tenuti ad alcun carico reale e personale, né misto. Infine il 28 giugno 1402 il vescovo Giovanni Rusconi, ottenne l'immunità per il Mezzano del Vescovo.
Nel 1579 si verificarono delle controversie per lo sfruttamento di un’isola da poco formatasi alla foce del torrente Parma tra le comunità di Mezzano Superiore, Copermio e Fossacaprara. Altre dispute avvennero nel 1598 aventi come oggetto sempre la gestione di nuove isole. Questo tipo di controversie furono frequenti e oltre al possesso di nuove terre potevano anche riguardare i diritti per la pesca o la gestione dei porti fluviali. All'inizio del XVIII secolo sorse una disputa tra Sacca e Casalmaggiore per l'utilizzo dell'approdo sulla riva parmense per chi proveniva dalla Lombardia. Nella stessa epoca vi furono controversie per la gestione dei porti anche tra Mezzano Superiore e Mezzano Rondani.
Fin dalla formazione dei primi insediamenti nel territorio si pose il problema della regimazione delle acque: difesa dalle periodiche inondazioni e drenaggio dei terreni; a tale scopo furono innalzati nuovi argini e scavato il canale Parmetta. Nel 1564 il duca Ottavio Farnese si accordò col vescovo Alessandro Sforza per iniziare la bonifica delle basse terre colornesi di Campogrande e Mazzabue. I lavori furono affidati all'architetto Gian Battista Fornovo. Le acque provenienti da queste terre furono fatte confluire nella Parmetta e allo sbocco della stessa venne realizzata una chiavica. Nel 1589 i sedimenti apportati da una piena del Po ostruirono il deflusso delle acque del canale nell'Enza. Il vescovo di Parma non permise ai tecnici ducali l'attraversamento del suo feudo per verificare il da farsi e la situazione rimase immutata per qualche anno. Il corso del fiume Po si stava nel frattempo avvicinando sempre più alla sponda mezzanese nel punto intermedio tra i due Mezzani. Con la sua progressiva erosione minacciava seriamente la tenuta dell'argine maestro e ciò fu la causa di una serie di inondazioni susseguitesi nell'arco di pochi anni. Per ovviare a questo problema l'argine, in corrispondenza del tratto più a rischio, fu ricostruito più a sud e questa brusca deviazione del terrapieno si può osservare ancora oggi in prossimità della località Buca.
Lo spostamento dell'argine però interruppe il percorso della Parmetta lasciando Campogrande e Mazzabue definitivamente in balia delle acque stagnanti. Nel 1603 il Po modificò il suo percorso e depositò banchi di sabbia nei pressi della riva prima soggetta ad erosione (non a caso dagli anni '90 del secolo XX le vicinanze della Buca sono state ampiamente sfruttate per l'escavazione di sabbia). Cessata l'attività erosiva del fiume, l'ingegnere Smeraldo Smeraldi, tecnico della Congregazione dei cavamenti ebbe l'incarico di risistemare il sistema idraulico mezzanese. La Parmetta fu ripristinata immediatamente a sud del tratto interrotto dall'argine maestro.

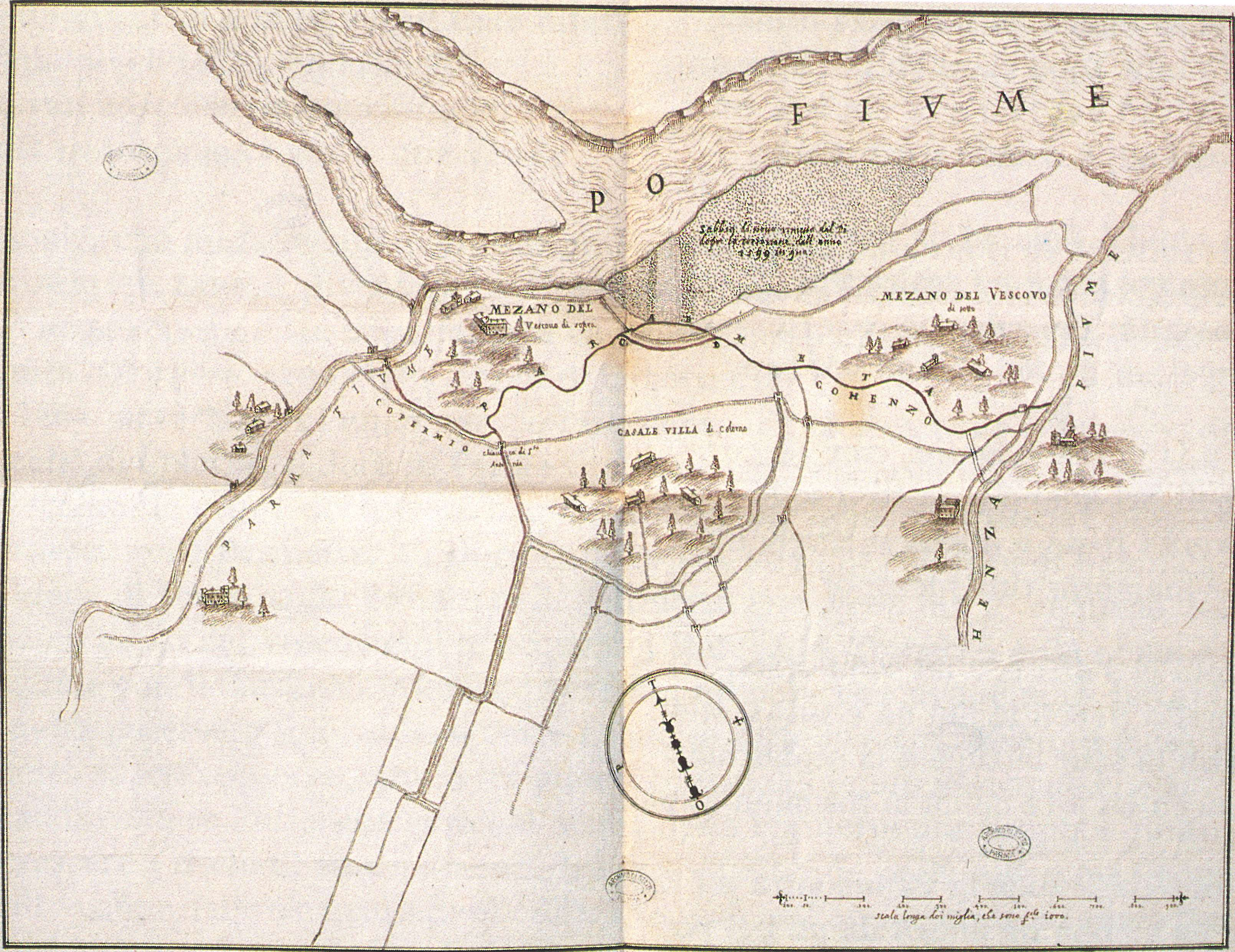
Carta del XVII secolo in cui Parma ed Enza confluiscono separatamente in Po

Nel corso del XVII secolo le acque del Po si spostarono ulteriormente verso nord, il progressivo accumulo di materiali alluvionali di fronte alla riva mezzanese formò nuove isole o giare nei pressi della confluenza della Parma. Una carta del 1616 rileva la presenza di due isole di fronte a Mezzano Superiore già colonizzate dalla vegetazione e utilizzate come pascolo. Inizialmente il torrente fluiva tra le due giare ma fu poi costretto a deviare il proprio corso verso est incanalandosi nel vecchio alveo del Po poiché le due isole ora unite alla riva sinistra del corso d'acqua ne ostruivano la vecchia foce. In una prima fase la Parma nei pressi di Mezzano Inferiore si biforcava in due bracci paralleli entrambi confluenti nell'Enza. Un ulteriore apporto di sedimenti costrinse l'Enza a spostare la foce verso Brescello e interrò il ramo più settentrionale della Parma. Il 6 giugno 1711 i nuovi territori (detti giarre, corrispondenti alle odierne Ghiare Bonvisi) appena formatisi tra Po e Parma furono acquistati dalla Camera Ducale da Bianca Teresa Bonvisi appartenente alla omonima famiglia di marchesi lucchesi.

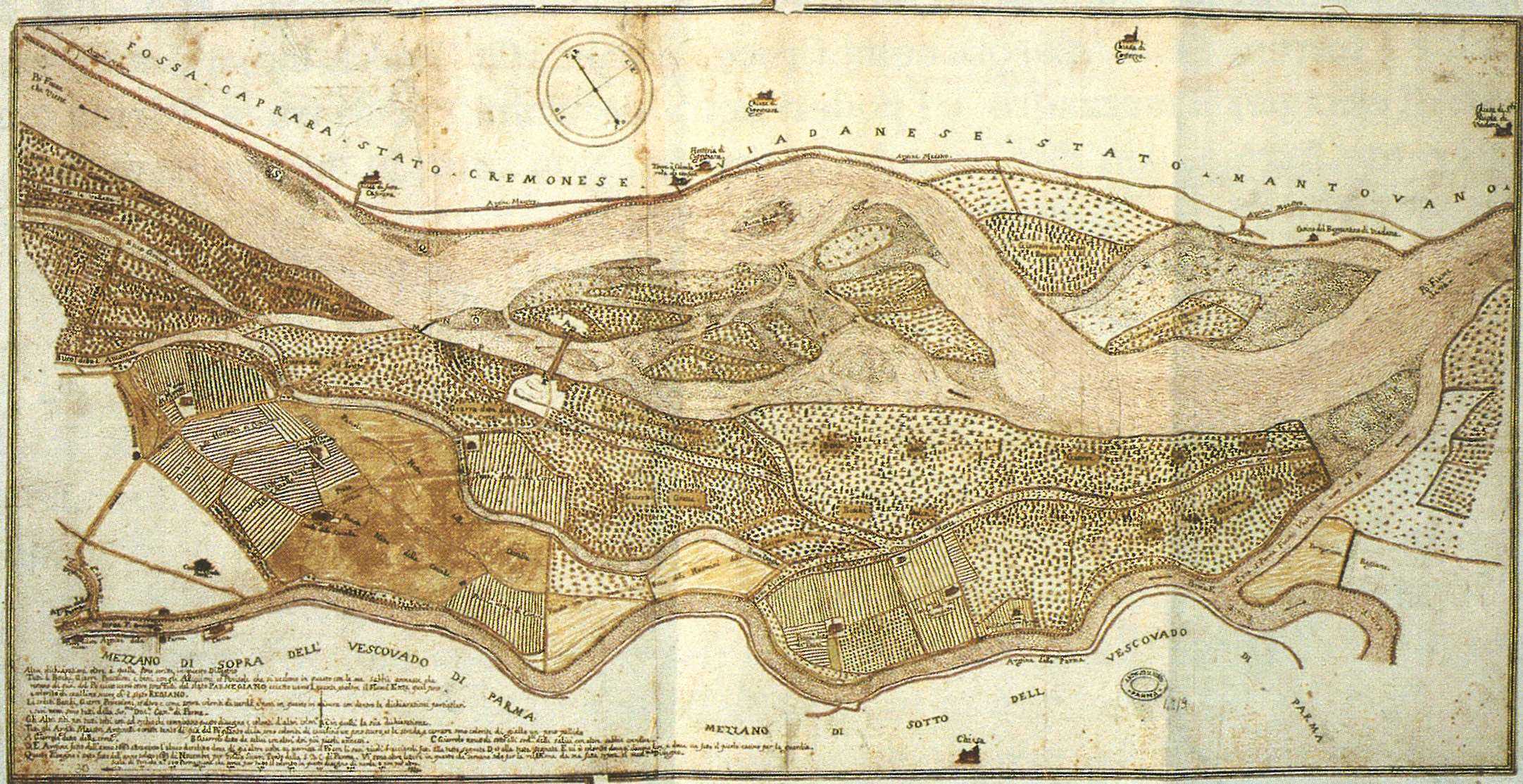
Carta del 1683 in cui Parma ed Enza confluiscono congiuntamente in Po, è visibile il braccio settentrionale della Parma in via di interrimento

Mezzano Inferiore fu più volte campo di battaglia: ancora oggi esiste un terreno chiamato cimitero dei turchi poiché vi furono seppelliti i mercenari turchi che combatterono per la Repubblica di Venezia contro il Ducato di Milano. Nel 1634 i soldati tedeschi stanziati a Castelnovo di Sotto (RE) in un'incursione devastarono il paese. Nel 1702 vi fu il passaggio di truppe tedesche e francesi in occasione della guerra di successione spagnola con requisizioni e spoliazioni da parte dei soldati, provocando talvolta la reazione della popolazione come quando nel luglio dello stesso anno cinque tedeschi furono uccisi e uno derubato dai contadini di Mezzano del Vescovo. Durante la guerra di successione polacca, nel 1734 ebbe luogo uno scontro che vide contrapposte truppe franco-savoiarde e tedesche nella battaglia di Colorno. Palle di cannone risalenti a quella battaglia giacciono ancora nel campanile di Mezzano Inferiore. Durante lo stesso evento bellico le truppe francesi e savoiarde prima e imperiali poi si accamparono a Casale con grave danno per i raccolti e per la popolazione.
Nella cartografia vaticana compare il castello edificato a Mezzano Inferiore dal Vescovo per difendere i suoi territori dalle compagnie di ventura. Di questo edificio oggi non rimane traccia, tuttavia esiste tuttora un gruppo di abitazioni denominate il castello.

## 1763: il passaggio al Ducato di Parma
Già nell'agosto del 1762 a poco più di un anno dall'insediamento del nuovo vescovo di Parma, iniziarono le trattative del Du Tillot per ottenere la permuta del feudo dei Mezzani con qualsiasi altro, purché lontano dai confini ducali. Il vescovo Pettorelli, persona remissiva e restia a creare attriti con il duca non oppose resistenza. Fu anzi accondiscendente al punto da suggerire il contenuto di una lettera che Filippo I avrebbe dovuto inviargli, in cui lamentare l'abuso del diritto d'asilo e del contrabbando nel territorio in questione. Dal momento che il feudo dipendeva direttamente dal Vescovo e dal Papa era necessario il benestare di quest'ultimo per dare luogo al passaggio di proprietà. 

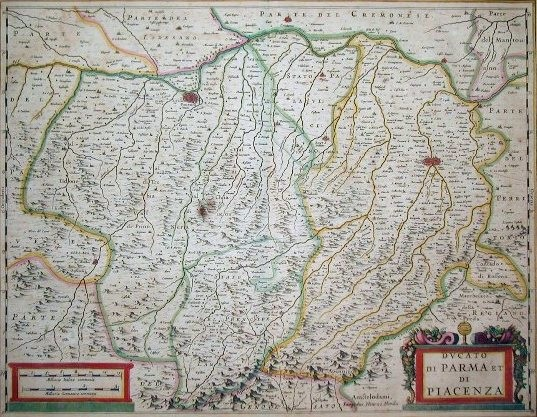
Mappa del Ducato di Parma e Piacenza 1639

Nel gennaio 1763 la bozza della richiesta di permuta era già stata fatta pervenire a Roma e i vescovi di Parma e di Piacenza espressero il proprio parere favorevole.  La lettera di risposta dell'episcopato piacentino fu a dire il vero opportunamente revisionata e ampliata dal Du Tillot. I mezzanesi, dal canto loro, insospettiti e memori di quanto accaduto nelle precedenti dispute riguardanti la loro autonomia, inviarono in propria rappresentanza il prelato Giambattista Perini. 
Nel luglio del 1763 venne comunicato il nulla osta papale all'esecuzione della transazione. Il mese di agosto fu stilato il documento ufficiale di permuta e firmato il decreto che assoggettava i Mezzani alle leggi e ai dazi del Ducato di Parma. Filippo I inviò immediatamente il consigliere delegato Lucio Bolla, scortato da polizia e notai, provvisto di un atto di indulto, per prendere possesso del feudo e ottenere il giuramento al nuovo sovrano. Ma a Mezzani non si presentò nessuno per prestare atto di fedeltà, sia i deputati di entrambi paesi, sia i capifamiglia di Mezzano Inferiore, erano riparati oltre confine, nel ducato modenese o in quello milanese a Viadana. I ribelli, guidati dai loro capi fecero ricorso a Roma dicendo di non potersi assoggettare senza il consenso del Papa e del Vescovo. Il Du Tillot per tre volte prorogò inutilmente la scadenza dell'amnistia ducale nella speranza di convincere la popolazione ad assoggettarsi.  Iniziò allora a fare pressione sugli stati vicini per espellere i ribelli dai territori oltre confine. Nel frattempo i mezzanesi ottennero tramite i propri rappresentanti che un loro memoriale venisse sottoposto alla congregazione dei vescovi a Roma. Il ministro allora all'alba del 23 febbraio 1764 con un'azione improvvisa inviò a Mezzani le truppe ducali e la polizia. Furono arrestati e condotti in catene nelle carceri ducali una settantina di fuggiaschi rientrati dagli stati vicini, confiscati i beni dei ribelli che non vennero trovati ed espulse le loro famiglie; nei due paesi permase un contingente di militari. Nel frattempo il rappresentante del vescovo di Parma a Roma, monsignor Tommaso Antici, si accordò con il segretario della congregazione dei vescovi per occultare il documento inviato dai mezzanesi.  Come conseguenza la congregazione espresse il proprio favore alle istanze ducali. La resistenza dei mezzanesi già sfiancata da arresti, confische ed espulsioni subì così un colpo mortale. Ai ribelli non rimase che assoggettarsi al Duca Filippo I per ottenerne la grazia. Diversa sorte ebbero i due principali capi dei ribelli, Giuseppe Maini e Giacomo Belli rifugiati a Casalmaggiore e consegnati nel luglio 1764 dal ducato di Milano al governo parmense.
Il Vescovo di Parma in qualità di conte dei Mezzani e delle corti di Monchio e Rigoso era da sempre considerato benestante. Il Ducato di Parma mirava da tempo impossessarsi di queste rendite, inoltre inglobare i Mezzani significava avere il controllo del confine con gli stati di Milano, Mantova e Modena. Diversi furono i tentativi per ottenere l'annessione del territorio amministrato dal vescovo di Parma.
Il duca e il comune di Parma riuscirono a stipulare a Roma nel 1590 col cardinale Farnese un primo accordo sulle collette dei beni dei Mezzani, che fu però invalidato perché ritenuto dannoso alla mensa vescovile.
Nel secondo decennio del XVII secolo il duca Ranuccio I Farnese pervenne a un'intesa con l'allora vescovo Pompeo Cornazzani per la permuta dei due Mezzani con altre terre del ducato, ottenendo anche il benestare di papa Gregorio XV. Nell'esecuzione di quanto pattuito sorsero però delle complicanze che costrinsero il Cornazzani ad abbandonare la diocesi. Il successore Carlo Nembrini chiese invano di dare luogo all'accordo a suo tempo stipulato per porre fine alle continue tensioni con il ducato di Parma 
.
Il duca di Parma infatti, per convincere il vescovo ad abbandonare i propri possedimenti non esitò ad usare la forza: dislocò truppe armate lungo i confini per impedire ai mezzanesi di trasportare, nelle loro abitazioni oltre confine, i raccolti dei terreni posseduti in territorio ducale.
Il vescovo Giuseppe Olgiati nel 1710 arrivò a rinunciare la Diocesi piuttosto che affrontare nuovi dissidi sulla giurisdizione dei Mezzani.
L'abile ministro ducale Du Tillot utilizzò tutti gli strumenti diplomatici in suo possesso affinché la permuta avvenisse e alla fine individuato il momento opportuno, forte dell'amicizia del vescovo Francesco Pettorelli Lalatta riuscì a concludere a suo favore la controversia. 
La Mensa vescovile, da un lato, non era ormai più in grado di amministrare e gestire i propri possedimenti: gli introiti diventavano sempre più esigui poiché i canoni d'affitto non erano mai stati adeguati alla svalutazione; forse solo l'imposizione delle tasse applicate anche negli stati vicini avrebbe potuto ovviare al problema. Dall'altro lato, il ducato di Parma era assolutamente determinato a stroncare il contrabbando qui presente imponendo i propri dazi. L'acquisizione del possedimento vescovile rientrava inoltre nella politica di ridimensionamento dei privilegi e dei poteri ecclesiastici fortemente voluta dal Du Tillot. Da un punto di vista economico però la permuta sarebbe stata sicuramente più vantaggiosa per il duca di Parma. Nel 1763 i Duchi di Parma, ottennero dal Pettorelli la definitiva rinuncia alla signoria secolare sui territori dei due Mezzani in cambio del castello di Felino. Due mesi dopo i Bonvisi proprietari dei contermini territori delle Ghiare Bonvisi furono creati marchesi dal duca di Parma.
La popolazione dei due paesi privata dell'autonomia e dei privilegi fiscali di cui aveva goduto fino allora, si rifiutò di giurare fedeltà al Duca Filippo I di Parma. Per un anno i capifamiglia del luogo, per evitare di sottoscrivere l'atto formale di sottomissione al nuovo sovrano, continuarono a nascondersi nei boschi degli stati confinanti ogniqualvolta si presentavano i messi ducali. La situazione fu risolta con l'intervento dei dragoni ducali che confiscarono i beni e incendiarono le case di diverse famiglie.

## XIX e XX secolo

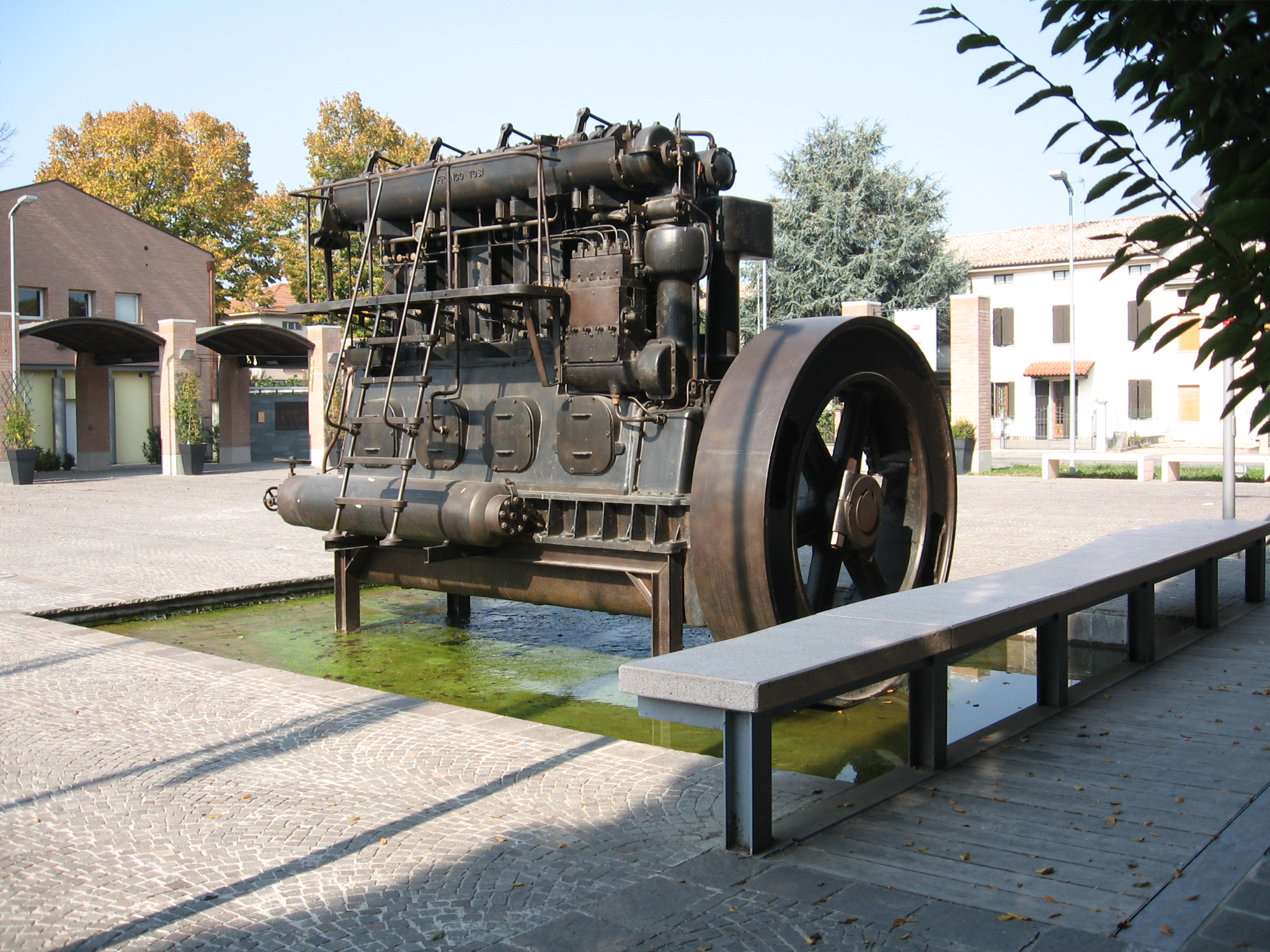
Il machinòn, il primo motore dell'impianto idrovoro di Bocca d'Enza ora in piazza Belli a Mezzano Inferiore

Il comune di Mezzani fu istituito nel 1806 come ente territoriale del dipartimento del Taro creato da Napoleone Bonaparte. Sempre in epoca napoleonica assunse la denominazione di comune di Copermio a seguito dell'aggregazione del paese vicino. Nel 1815 Copermio passò a Colorno e il comune assunse nuovamente il nome di Mezzani.
Agli inizi dell'800 Maria Luigia subentrata ai Borbone alla guida del Ducato di Parma fece dono alle popolazioni di Mezzano Superiore e Inferiore delle comunaglie, Si trattava di terreni che i mezzanesi coltivavano in enfiteusi da tempi remoti, nel giro di pochi anni le due comunità decisero di spartirsene la proprietà (da qui il nome che portano ancora oggi: le partite). La stessa sorte ebbero i terreni della Valle già ceduti dal conte Roberto Ambrogio Sanseverino nel 1526 al paese di Casale per settanta scudi d'oro.
. A Mezzani fu sempre diffusa la piccola proprietà, in parte a seguito di queste spartizioni del XIX secolo ma anche come conseguenza dell'opera di bonifica del territorio iniziata nel ‘400 dalla popolazione locale.
Il problema dell’erosione delle rive fluviali, mai completamente risolto, tornò a farsi sentire dalla fine del XVIII secolo. In particolare destava preoccupazione la scarsa pendenza del lungo tratto finale da Colorno fino all'Enza della Parma che rallentava il deflusso delle acque e aumentava la probabilità di esondazioni in caso di piena. La Congregazione dei cavamenti studiò una soluzione a questo problema.
Si propose di deviare la Parma facendola sboccare direttamente in Po qualche chilometro più a monte. L'idea era di realizzare un nuovo alveo di due miglia dalla curva di Bezze fino a Sanguigna. I tecnici però capirono ben presto che l’opera era irrealizzabile, per effetto delle pendenze lo scolo della Parma sarebbe stato difficoltoso: nel punto previsto per il nuovo sbocco il pelo dell'acqua del Po sarebbe stato a un livello superiore rispetto a quello delle acque provenienti dalla Parma. Il progetto fu abbandonato e ci si limitò a innalzare e rafforzare gli argini esistenti. 
Tra il 1845 e il 1850 per effetto delle mutate correnti del fiume, la riva destra del Po si avvicinò sempre più all'alveo della Parma. In pochi anni il torrente tornò a sboccare direttamente in Po. Non è documentato né l'anno in cui ciò avvenne né se si trattò solo di un processo naturale legato all'erosione della sponda o se fu velocizzato con una deviazione artificiale come quella ipotizzata a Sanguigna anni prima. Gli unici dati certi si possono desumere dalla cartografia: nella planimetria pubblicata nel 1828 dall'Istituto Geografico Militare, per conto dello Stato Maggiore Austriaco Parma ed Enza sboccano ancora congiuntamente, nella carta topografica della provincia di Parma del 1879 figura uno sbocco indipendente in Po, ma la configurazione attuale si trova solo in una carta del 1884. Le Ghiare Bonvisi, a seguito della mutazione del corso del torrente, nel 1872 furono smembrate dalla parrocchia di Mezzano Rondani cui erano sempre appartenute e vennero aggregate a quella più vicina di Mezzano Inferiore.

Il collaudo del ponte Littorio, poi chiamato ponte Albertelli

Nel 1861 Mezzani col Ducato di Parma entrò a far parte del Regno d'Italia.
Gli anni '80 del XIX secolo furono abbastanza movimentati dal punto di vista politico. Le frazioni di Mezzano Superiore, Mezzano Rondani e Casale richiesero lo spostamento in una posizione più centrale della sede municipale; questa era infatti ubicata a Mezzano Inferiore, nell'edificio ad angolo tra le attuali via Martiri della Libertà e via Sandro Pertini. Non riuscendo a trovare una soluzione condivisa, l'amministrazione comunale iniziò a temporeggiare.  Gli abitanti dei tre paesi allora si fecero promotori di un'istanza per l'aggregazione al contermine comune di Colorno. Questa azione provocò l'avvio immediato delle pratiche per realizzare una nuova sede municipale a Casale (1886). La posizione più baricentrica della futura casa comunale soddisfece le frazioni e l'istanza fu ritirata. I cittadini di Mezzano Inferiore non furono dello stesso parere e a loro volta chiesero di essere aggregati al comune di Sorbolo. La questione fu risolta in sede di consiglio provinciale nel 1887, venne accettata la richiesta di trasferimento del municipio e respinta la domanda di aggregare Mezzano Inferiore a Sorbolo. Il Regio Decreto del 22 maggio 1887 autorizzò definitivamente il trasferimento della sede comunale.
Dopo il 1860 nel comune avvenne un'esplosione della risicoltura: già presente dai tempi dei Farnese nei terreni dal drenaggio più difficoltoso, si espanse fino a lambire l'abitato di Casale creando diverse discussioni riguardo all'insalubrità di tali colture. Verso la fine del XIX secolo, la coltivazione del riso fu poi abbandonata per un forte calo dei prezzi. Rimase in ogni caso il problema dello scolo delle terre più basse di Mazzabue e Campogrande, che nonostante i vari lavori susseguitisi nei secoli per la realizzazione di canali non avevano ottenuto i risultati sperati. Sorse un acceso dibattito sull'opportunità di eseguire nuove opere di bonifica per potere finalmente sfruttare in modo razionale quei terreni. Nel 1905 venne costituito il Consorzio di bonifica Parma/Enza. Solo tra il 1910 e il 1911 saranno eseguiti i lavori che vedranno tra l'altro lo spostamento verso sud del tratto del cavo Parmetta che a Mezzano Inferiore lambiva la provinciale (dove ora si trova viale Tavacca) e l'edificazione di una centrale idrovora presso la chiavica del Balano a Bocca d'Enza.
Negli anni venti del XX secolo, nei pressi di Mezzano Superiore, fu edificato il ponte del Littorio (oggi ponte Albertelli in nome del suo progettista Guido Albertelli) per collegare le due sponde del Parma e permettere di raggiungere più agevolmente l'abitato di Mezzano Rondani. In precedenza presso il "porto" era presente un servizio gratuito che consentiva di traghettare da una sponda all'altra. Veniva utilizzata una zattera costituita da due barconi sormontati e uniti da un pianale in assi di legno azionata a braccia.
Nel corso della seconda guerra mondiale diversi giovani di Mezzani presero parte alla lotta partigiana nella formazione chiamata distaccamento Po. Per i sacrifici sostenuti dai suoi abitanti in questo frangente, il comune è stato insignito della Medaglia di Bronzo al Valor Militare. Tra i partigiani mezzanesi vengono ricordati la medaglia d'oro al valor militare Bruno Bocconi e Emilio Giubellini a cui sono state intitolate due vie del comune.
Nel 1964 vi venne aggregata la borgata di Quadra Cantarano, già parte del comune di Sorbolo.
Tra il 2020 e il 2023 fu realizzato un importante intervento da parte del consorzio di Bonifica Parmense col tombamento del canale Mandracchio a Bocca d'Enza, l'ultimo tratto della Parmetta che partendo dalla chiavica del Balano attraversa l'area del centro abitato situata in Golena. Il lavoro oltre all'intubamento del suddetto canale ha comportato la rimozione dei due arginali che lambivano il corso d'acqua, l'allargamento della strada comunale e la realizzazione di un percorso ciclabile.

## Architetture scomparse

### Oratorio di San Bernardo degli Uberti
Edificato a fianco della corte di Ghiare Bonvisi fu benedetto nel 1756.

### Chiesa di San Nicolò
Edificata dal cardinale Gerardo Bianchi nei pressi della corte di Mazzabue, fu successivamente rimpiazzata dall'oratorio di S. Maria Maddalena benedetto nel 1729. Anche questa seconda costruzione venne demolita.

### Oratorio di San Rocco
Nel 1575 il vescovo di Parma Ferdinando Farnese fece erigere l'oratorio a fianco del Palazzo del Vescovo a Mezzano Superiore. Poiché il denaro utilizzato per la sua costruzione proveniva dalle sanzioni inflitte ai trasgressori della legge di esso si diceva iniquitates peccatorum fabricaverunt me.

### Oratorio di San Francesco e San Fermo
Pur trovandosi all'ingresso di Mezzano Inferiore (in via Martiri della Libertà, provenendo da Casale, poco prima dell'incrocio con l'attuale via Chico Mendes) apparteneva alla parrocchia di Casale. Il canale Parmetta fino agli inizi del XIX secolo scorreva a fianco della provinciale che attraversa Mezzano Inferiore e i terreni a destra del canale erano sotto la giurisdizione in parte di Casale e in parte di Coenzo. Venne edificato nel 1696 e demolito nel 1871.

### Chiesa parrocchiale di Mezzano Rondani
La prima chiesa del paese, costruita quando questo era ancora sulla sponda casalasca, fu fatta edificare da Gigliolo Rondani nel 1395 in località Zappona. Divenne inutilizzabile a seguito delle inondazioni del 1705 e del 1733 e fu rimpiazzata dall'attuale nel 1745.